# Borðeyri
Borðeyri est une localité islandaise de la municipalité de Bæjarhreppur située à l'ouest de l'île. En 2007, le village comptait 25 habitants.

## Personnalités liées à la localité
- Karl Kvaran (1924-1989), peintre et dessinateur islandais, est né à Borðeyri.